# Werner Fritsch
Werner Fritsch (* 4. května 1960 Waldsassen) je německý dramatik a autor rozhlasových her.

## Dílo (výběr)
- Enigma Emmy Göringové (Enigma Emmy Göring, 2006), rozhlasová hra
  - český překlad překlad Magdalena Štulcová, režie Aleš Vrzák, Český rozhlas, 2010 [1]